# Pastoforio

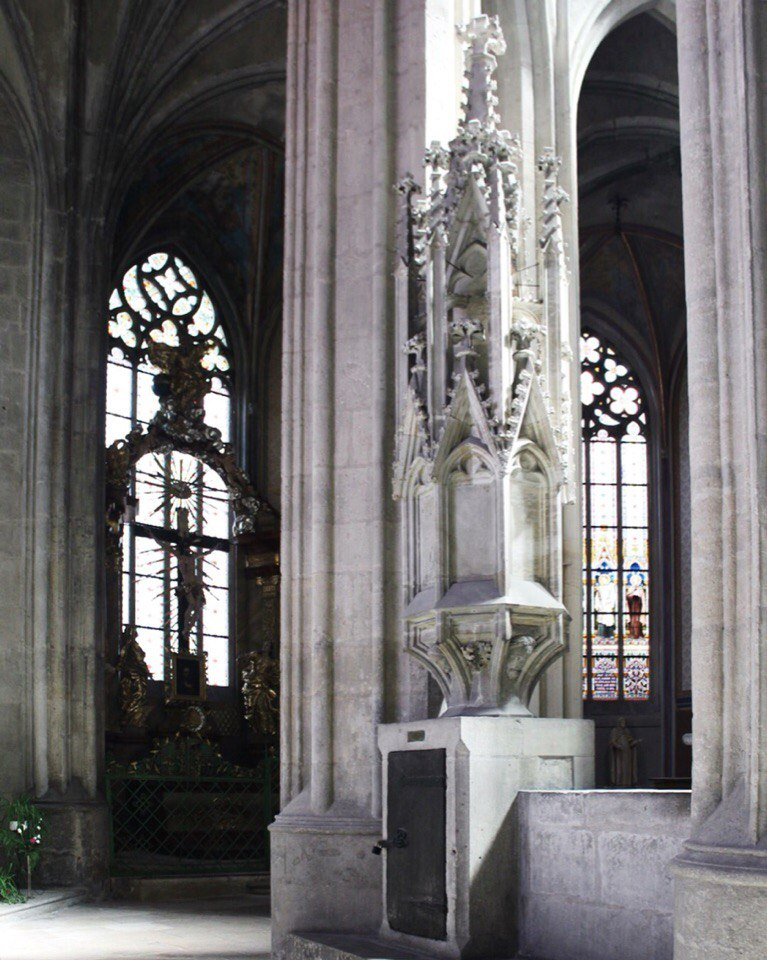
Ejemplo de pastoforio donde se conservaban las especies eucarísticas.

Los pastoforios, pastophoria, pastoforia o pastofori son ambientes gemelos presentes en algunas iglesias paleocristianas y bizantinas.
En particular se trata de dos habitaciones con base cuadrada o rectangular que se encuentran simétricamente a los lados del ábside principal, en fondo a las naves laterales. En el ambiente de la izquierda, llamado prothesis, se conservan las ofrendas de los fieles, mientras que en el de la derecha, llamado diaconicón, se custodiaban los cálices y objetos litúrgicos, como en las actuales sacristías. El uso de pastoforios es típicamente constantinopolitano y se encuentra, por ejemplo, en áreas de influjo bizantino, como en Rávena (iglesias del siglo V d. C.).

### Citas
1. ↑  «pastoforio», en Diccionario de la Lengua Española (22ª ed.). Real Academia Española (2001). – Consultado el 28 de agosto de 2009.
2. ↑  Krautheimer, Richard (1965, 1981): Arquitectura paleocristiana y bizantina. – Cátedra, Madrid, 2000, p. 591. ISBN 84-376-0495-8
3. ↑  Yerasimos, Stéphane (2000): Constantinopla. La herencia histórica de Estambul. – Ullmann & Könemann, Colonia, 2007, p. 392. ISBN 978-3-8331-1933-0